# Canuleius inermipes
Canuleius inermipes är en insektsart som först beskrevs av Salvador de Toledo Piza Júnior 1944.  Canuleius inermipes ingår i släktet Canuleius och familjen Heteronemiidae. Inga underarter finns listade.